# Claude Barbe Guillou
Pour les articles homonymes, voir Guillou.
Claude Barbe Guillou est une veuve d'orfèvre ayant exercé dans la jurande de Morlaix à partir de 1753. Elle récupère la charge de son mari au décès de celui-ci.

## Biographie
Elle se marie le 7 janvier 1741 à Denis de Lachèse, devient mère en octobre et déménage avec sa famille rue du Pavé. Son mari décède en juillet 1752 ; elle récupère la charge d'orfèvre en 1753 jusqu'à son décès survenu à une date inconnue.

## Poinçon
Son poinçon est composé d'un C et d'un G, encadrant une petite hermine, le tout surmonté d'une fleur de lys couronnée, sur V (le V signifiant le statut de veuve).

## Œuvres
- Un calice et sa patène, en argent partiellement vermeillé, datant du XVIIIe siècle, présentant un pied rond à frise godronnée et une tige à nœud-balustre. Présent dans le trésor de Saint-Jean-du-Doigt, il est classé au titre objet des monuments historiques le 25 janvier 1963[3].
- Coupe de mariage en argent, troisième tiers du XVIIIe siècle, poinçonné en abonné[4].